# Kongevalgt
Kongevalgt er betegnelse, der i kongeriger bruges om personer, som regeringen udpeger til indenrigspolitiske opgaver. 
I dansk politisk historie har kongevalgte især haft betydning i 1800-tallet som medlemmer af 
- De Rådgivende provinsialstænderforsamlinger 1834-1848.
- Den Grundlovgivende Rigsforsamling 1848-1849.
- Rigsrådet for Det Danske Monarki fra 1855.
- Landstinget i Novemberforfatningens Rigsråd for Danmark og Hertugdømmet Slesvig) 1863-1866.
- Landstinget i Rigsdagen 1866-1915 (kongevalgte udpegede før juni 1915 fungerede til 1918).